# トルコ赤新月社
トルコ赤新月社（トルコ語: Türk Kızılayı、正式名称：トルコ赤新月社協会。トルコ赤十字社としても知られる。旧称はオスマン語でHilal-i Ahmer Cemiyeti）は、国際赤十字・赤新月運動の基本原則である「人道・公正・中立・独立・奉仕・単一・世界性」に基づいた慈善組織。
従業員はボランティア、または社員として活動している。

## 歴史

### 赤十字の設立とオスマン帝国
1864年8月22日、スイス・ジュネーヴにおいて各国政府代表者ら12名が集った国際会議が開催され、その結果採択されたジュネーヴ条約に伴い、国際赤十字社が発足した。またオスマン帝国政府はこの条約を1865年7月5日に承認した。しかし赤十字社の状況は、発足以降最初の40年間は不透明なものであった。
赤十字発足当初、オスマン帝国政府内には赤十字社は有用でないとの見方を示す者もいた。1867年、当時Mekteb-i Tıbbiye（現在のイスタンブール大学薬学部）の教授を務めていたアブドゥッラー博士（Dr. Abdullah Bey）は、パリで開催された最初の赤十字会議の代表者として派遣された。この会議において国際健康支援委員会のトルコ代表として選ばれたアブドゥッラー博士は、オスマン帝国内において負傷者救済組織を設立すべく、国際支援委員会より委任状を獲得した。

### 負傷・疾病兵士への支援と救援組織
アブドゥッラー博士が、彼のパリからの帰国の際にこのテーマに関して行った試みがあった。しかし組織のシンボルである十字架の紋章がキリスト教徒のシンボルであったことや、軍関係者らからの不信といった問題があった。最終的に、粘り強い説得の結果エクレム・オメル・パシャ（Serdar-ı Ekrem Ömer Paşa） の賛同を得ることに成功したアブドゥッラー博士は、クリミア人であったアズィズ博士（Dr. Aziz Bey）からも協力を得て、マルコ・パシャ（Mekteb-i Tıbbiye Nazırı Marko Paşa）監視下の元、”負傷・疾病兵士への支援と救援組織”を設立した。この組織は、いかなる紋章やシンボルも用いらないとされた。またこの組織が設立された1868年6月11日が、トルコにおける赤十字の設立日となっている。
一時的な運営組織を設立した赤十字は、運営規則を設けるべくある委員会を発足させた。この時の赤十字のトップはマルコ・パシャ、総長官はアブドゥッラー博士であった。運営規則は、精査・承認のため政府に提出された。しかし何が起こったのか、軍の主要関係者らにより、この運営規則は「市民の兵役業務に干渉する」として評価されてしまう。当時戦争の恐れが迫っていたことから、赤十字には重要性がないとくだされ、規則は承認されなかった。1874年にアブドゥッラー博士が死去、その後赤十字は活動を停止した。

### オスマン帝国の赤新月協会
1876年にセルビア・モンテネグロとオスマン帝国との間で起こった衝突により、再びトルコ国内で、赤十字に当たる兵士らへのサポート団体を設立する必要があるという声が上がった。
衝突の際、セルビア軍兵士らが赤十字社の支援を受けていた一方、オスマン帝国軍兵士らは何の手助けも得られないままであった。赤十字社メンバーは、ジュネーヴ条約に署名をしていない、または署名をしていても必要条件を満たしていない政府の兵士らには支援をしないという規則のため、オスマン軍兵士らの支援をすることは出来なかった。
ヨーロッパ全土で活動していた赤十字社の主要な人物らは、オスマン帝国も赤十字社の支援を受けられるであろうこと、またこのためにはイスタンブールに1つの拠点を作り、これをジュネーヴにある赤十字の本拠地から他国の政府に告知する必要があることなどを通達した。これを受けてイスタンブールでは、正式に“負傷・疾病兵士への支援と救援組織”を設立すべく、取り組みが始まった。
1876年8月13日、各国政府と赤十字の代表者らがMekteb- Tıbbiyeマルコ・パシャ庁に会した。会合では、組織がジュネーヴ会議で承認されたシンボルを使うことが出来ないために新たなシンボルを作ること、また早急に運営規則を設けることが決められた。クリミア人のアズィズ博士の取り組みの結果、トルコ人のシンボルとしては赤十字（Salib-i Ahmer）の代わりに赤新月（Hilal-i Ahmer）を用いることが決められた。赤新月のマークを正式に登録するため、ジュネーヴにある本部の仲介の元で全政府に申請がなされ、そのほとんどが承認した。赤新月協会の運営規則が用意され、政府に提出された。十字架の代わりに新月が用いられることを受け、政府は規則を承認した。
赤新月協会は1877年4月14日、正式に設立された。国民保健議会副議長のハジュ・アリフ氏（Hacı Arif Bey）が代表となり、1877年4月19日に行われた第2回会合では、赤新月協会の名称が「オスマン帝国赤新月協会」として発表された。

### 露土戦争
新たに設立されたばかりのオスマン帝国赤新月協会は、露土戦争の際、特にプレヴェン包囲の際に活躍を見せた。包囲の際は4000名近くの負傷者を看病した。戦いの後、オスマン帝国では憲法に触れた多くの組織や団体の取り組みが制限され、赤新月社もその取り組みを休止せざるを得なくなった。

### 希土戦争
1897年、希土戦争が勃発した際、赤新月社は再びその名をささやかれるようになり、1897年5月24日付で再び活動を開始した。組織の第2代ヌリヤン代表（Nuriyan Efendi）は、率先して寄付を集めた。集めた資金で2隻の船を借り入れ、その船で、戦争で負傷した兵士たちをイスタンブールに連れ帰る、軍に薬を送るといったことが行われた。戦争の後赤新月協会の活動は再び休止した。

### 立憲君主制の施行
立憲君主制の施行に伴い、赤新月社を含め帝国内の多くの組織が再建されることとなり、その活動が再び休止しないよう新たに設立された。政治体制の改編の後、政府の官僚らのうち赤新月協会に利益があると見た人々が、その任務を担った。1911年、イスタンブールで発生した大規模なアクサライ火災における活動は、政府からより一層の支援を受けることに影響を及ぼした。かつての外務大臣であり、パリ大使を務めたメフメド・リファト・パシャ（Mehmed Rifat Paşa）の妻は、短期間の間に赤新月協会のために5000の金を集め、また他の人々からの支援も促した。新たな運営規則が用意され、政府によって承認された。
赤新月社の会員登録をした100人は、1911年4月20日に行われた会合で30名の運営委員を選出し、代表にはハック・パシャ（Hakkı Paşa）が、また後継人であったユスフ・イッゼティン氏（Yusuf İzzettin Efendi）は、赤新月協会の名誉会長に選ばれた。ユスフ氏により3階建ての建物がトプハーネに建てられ、赤新月協会の最初の本部となった。本部はその後マフムト2世廟の周辺にある4階建ての建物へと移った。
第二次立憲君主制の発表の後、政府の中でも上位に位置する政治家の多くが、夫人とともに赤新月協会のメンバーとなった。1912年3月20日には、ベシム・オメル・パシャ（Dr. Besim Ömer Paşa）が入会したことに伴い、赤新月社女性中心委員会という名の部署が作られた。元陸軍大臣のアフメト・ムフタル・パシャ（Harbiye Nazırı Gazi Ahmet Muhtar Paşa）の妻であるニメト・ムフタル王妃（Prenses Nimet Muhtar Hanım）が代表を務めた。女性たちは、政府が続々と介入していた戦争で、戦争の前線にいた兵士たちや、その背後にいた市民たちを支援すべく活動した。また看護師コースも開講し、バルカン地方から移住した女性たちのためにDarüs-sınaaと呼ばれる芸術施設も立ち上げた。

### 国民闘争期
第一次世界大戦の後に始まった国民闘争の時代、赤新月協会は占領軍とイスタンブール政府の圧力にさらされた。1920年3月16日、協会本部が占拠されると、組織の総書記官を務めていたアドナン博士（Dr. Adnan Bey）はアンカラに渡り、そこに建てられた国民政府に従事した。また彼の妻であるハリデ氏（Halide Hanım）は、赤新月協会の看護婦として戦争に参加した。
1920年10月、イスマイル・ベシム・パシャ（İsmail Besim Paşa）、アドナン博士、オメル・ルフティー氏（Ömer Lütfü Bey）、エサト・パシャ（Esat Paşa）の4人から成るアンカラ事務局が設立され、アナトリアにおける赤新月協会の本部・支部と共に各事務局がアンカラ事務局の元に置かれた。イスタンブールにおける総本部はアンカラ事務局の影響力を増大させた。イスタンブールからアナトリアに緊急の救命用具が送られ、多くの健康な職員がアナトリアに移って前線の後ろ盾となって働くことを確かなものとした。

### トルコ赤新月協会
赤新月協会は、閣議に対し行った申請により、1922年10月29日にその名をトルコ赤新月協会として改めた。トルコ赤新月社は、国民闘争後のトルコ―ギリシア間の住民交換を指揮した。トルコへの移住を待つギリシアで暮らすトルコ人たちのために、医師・看護師を派遣し、また必要な物品を確保した。トルコ赤新月協会本部は、1925年にアンカラに移された。同年、トルコにおける最初の看護学校が赤新月協会によって開校された。

### 赤新月社という名の獲得
協会の名は、1935年4月28日にトルコ赤新月社協会に、1947年9月22日にトルコ赤新月社に変わった。今日、アフメト・ルトゥフィ・アカル（Ahmet Lütfi Akar）が代表を務める。